# Cerveza Club Colombia Open 2001
Il Cerveza Club Colombia Open 2001 è stato un torneo di tennis giocato sulla terra rossa.  
È stata la 7ª edizione del Colombia Open, che fa parte della categoria International Series nell'ambito dell'ATP Tour 2001. Il torneo si è giocato a Bogotà in Colombia, dal 29 gennaio al 4 febbraio 2001.

## Campioni

### Singolare maschile
Fernando Vicente ha battuto in finale  Juan Ignacio Chela con il punteggio di 6–4, 7–6(6)

### Doppio maschile
Mariano Hood /  Sebastián Prieto hanno battuto in finale  Martin Rodriguez /  André Sá con il punteggio di 6–2, 6–4